# الکس آگبو
الکس آگبو (انگلیسی: Alex Agbo؛ زادهٔ ۱ ژوئیهٔ ۱۹۷۷) بازیکن فوتبال اهل نیجریه است. او پس از سال‌ها بازی در مالزی در حال حاضر برای شارکز اف‌سی در لیگ برتر نیجریه بازی می‌کند.